# Fraort
Fraort (iz staroperzijskega 𐎳𐎼𐎺𐎼𐎫𐎡𐏁, Fravartiš) ali Frâda (preko starogrškega Φραόρτης, Fraórtis) je bil drugi kralj Medijskega cesarstva, * neznano, † 633 pr. n. št.
Bil je sin in naslednik medijskega kralja Dejoka. Tako kot oče se je tudi Fraort vojskoval z Asirijo, vendar ga je premagal in ubil Asurbanipal, kralj Novoasirskega cesarstva.
Vsi podatki o Fraortu izvirajo iz Herodotovih zapisov. Po njegovih trditvah  (1.102) je združil vsa medijska plemena v enotno državo. Podredil je Perzijce in Parte in začel osvajati druge narode v starodavnem Iranu, čeprav je bil sam še vedno vazal asirskih kraljev  Asarhadona in Asurbanipala. Leta 633 pr. n. št. je padel v bitki z Asirci, ki so zatem ponovno podredili Medijce, Perzijce in Parte. 
Nekateri znanstveniki domnevajo, da je vladal petintrideset let od okoli 678 do okoli 625 pr. n. št. Fraort se pogosto istoveti z medijskim vodjem Kaštaritijem, čeprav je istovetenje dvomljivo. 
Nasledil ga je sin Kjaksar.